# LyX
LyX je multiplatformní textový procesor postavený na typografickém systému LaTeX. Na rozdíl od většiny textových procesorů navržených v duchu WYSIWYG pracuje LyX s přístupem WYSIWYM – uživatel během práce tedy nevidí, jak přesně bude vypadat výsledný tiskový výstup, ale vidí logické strukturování dokumentu. Celá síla LyXu je dána silou LaTeXu, nicméně pro práci není potřeba znát příkazy LaTeXu. Pro běžné úkony je totiž k disposici v rámci grafického uživatelského rozhraní patřičná položka v menu. Uživateli znalému LaTeXu nadále zbývá možnost ovlivnit vzhled dokumentu i přímo dodáním příkazů.
LyX je napsaný v C++ s pomocí knihovny Qt a jedná se o svobodný software distribuovaný pod licencí GNU GPL. Je nabízen pro mnoho operačních systémů, například pro Microsoft Windows, Mac OS X, Linux, Unix nebo Haiku.